# 1528-й зенитный ракетный полк
1528-й зенитный ракетный ордена Красной Звезды полк — тактическое формирование Военно-морского флота Российской Федерации.
Условное наименование — Войсковая часть № 92485 (в/ч 92485). Сокращённое наименование — 1528 зрп.
Формирование находится в составе 1-й дивизии ПВО 45-й армии ВВС и ПВО Северного флота и дислоцируется в г. Северодвинск (Архангельская область).

## История
Полк ПВО был сформирован к январю 1950 года в соответствии с приказом Министра обороны Вооружённых сил СССР в городе Молотовске (ныне г. Северодвинск) для воздушного прикрытия важных военно-промышленных объектов и сил Беломорской военно-морской базы Северного флота.

## Состав
Управление, АКП, 4 дивизиона ЗРК С-400. 
В советские годы личным составом части были освоены зенитные артиллерийские орудия: КС-19, 52-К; зенитные ракетные комплексы: С-75  «Десна», С-75 «Волхов»,  «Волхов-М2», «Волхов–М», С-125 «Нева», С-125 «Нева–М-1», С-200 «Ангара», С-200 «Вега». 23 февраля 1981 года часть первой в войсках ПВО страны заступила на боевое дежурство зенитным ракетным комплексом С-300. С 1999 по 2015 год личный состав полка успешно выполнял боевые стрельбы на ЗРС С-300ПС на государственном полигоне Ашулук. В 2017 году зенитный ракетный полк заступил на боевое дежурство на новом ЗРК С-400 «Триумф».